# 芮氏耳螺
芮氏耳螺（学名：Pythia reeveana）为耳螺科扁耳螺屬下的一个种。